# Tony Oxley
Tony Oxley (Sheffield, 15 juni 1938 – 26 december 2023) was een Britse jazzdrummer.

## Carrière
Op 8-jarige leeftijd leerde de autodidact piano spelen. Zijn eerste drumstel kreeg hij op 17-jarige leeftijd. Tijdens zijn militaire diensttijd (1957-1960) kreeg hij een opleiding in het drumspel en muziektheorie. Van 1960 tot 1964 leidde hij een jazzkwartet in Sheffield. Samen met Derek Bailey en Gavin Bryars formeerde hij de band Joseph Holbrooke (1963-1966), die na een activiteit met de Neue Wiener Schule als een van de eersten vanaf 1965 uitsluitend vrije geïmproviseerde muziek speelde.  Aansluitend begeleidde hij in Londen als huisdrummer van de Ronnie Scott Club onder andere Sonny Rollins en Bill Evans, maar speelde hij ook op het album Extrapolation van John McLaughlin en nam hij twee platen op onder zijn eigen naam met een kwintet resp. sextet, waartoe naast Bailey Kenny Wheeler, Evan Parker en Jeff Clyne behoorden.
In 1970 richtte hij samen met Derek Bailey en Evan Parker het label Incus Records op, dat zich als een van de eerste labels specialiseerde op vrij geïmproviseerde muziek. Sinds 1974 leidde hij eigen kleinere ensembles en was hij lid van het London Jazz Composer's Orchestra. Tijdens de jaren 1980 leidde hij een octet met Didier Levallet en de grote formatie Celebration Orchestra. Na een eerste duo-ontmoeting in Berlijn met Cecil Taylor (Leaf Palm Hand, 1988), trad hij van 1989 tot 1991 op als trio met Taylor en William Parker en sinds tien jaar regelmatig als duo met Taylor. Vanaf 1978 speelde hij vaak in bands rond Ali Haurand (eerst met Alan Skidmore en later met Gerd Dudek). Daarnaast begeleidde hij Tomasz Stańko, Bill Dixon, Anthony Braxton en John Surman.
In 1998 organiseerde de WDR ter gelegenheid van Oxley's 60e verjaardag een groot concert met diverse jazzgrootheden. Daarbij kwam het ook tot een reünie (en eerste cd-opnamen van improvisaties) van Josep Holbrooke.
Oxley bespeelt een zeer eigenzinnig samengesteld drumstel, waarvan hij de klank door de inzet van diverse elektronische apparaten verandert. Verder speelt hij ook viool. Oxley, die sinds lange tijd in Viersen woont, is ook als schilder van abstracte schilderijen bekend.
Oxley overleed op 85-jarige leeftijd op 26 december 2023.

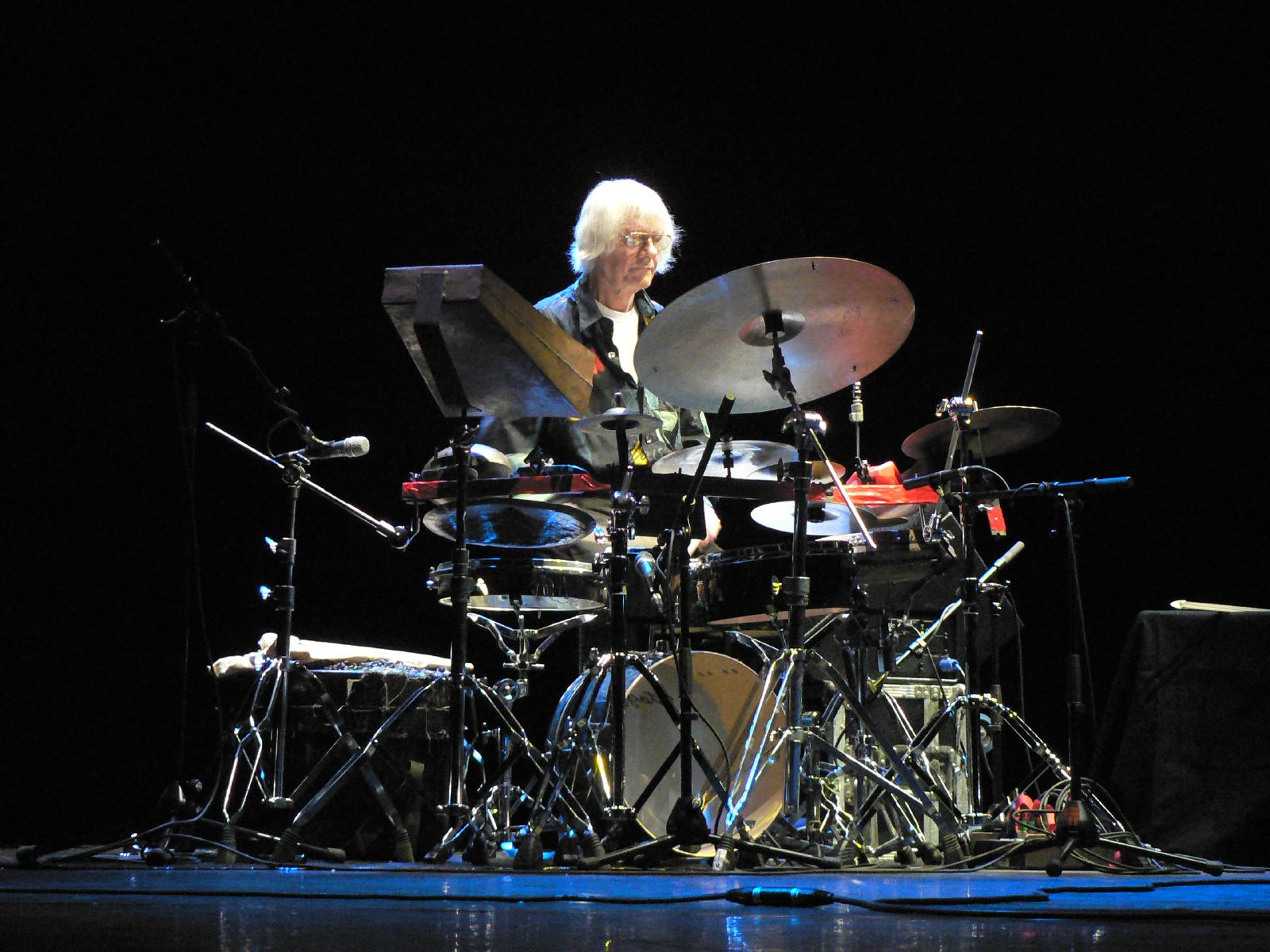
Tony Oxley met drumstel

- Bibsys: 2023717
- Bibliothèque nationale de France: cb13898154z (data)
- CiNii: DA18077876
- Gemeinsame Normdatei: 134478614
- International Standard Name Identifier: 0000 0001 1473 0926
- Library of Congress Control Number: nr92017066
- MusicBrainz: 2c45c141-a928-40cb-b709-04986a439858
- Nationale Bibliotheek van Tsjechië: xx0224075
- Nationale Bibliotheek van Israël: 987007322370605171
- Réseau des bibliothèques de Suisse occidentale: 02-A003663247
- Système universitaire de documentation: 080493629
- Virtual International Authority File: 56797305
- WorldCat: E39PBJdRwR39pGx7yVqKphC84q